# Calendario mondiale UCI
Il Calendario mondiale UCI, ufficialmente Calendrier Mondial UCI, era un sistema di classificazione previsto per le gare di ciclismo su strada, che sostituì nel 2009 il circuito UCI ProTour. Raggruppava più di venti prove, disputate nell'arco di dieci mesi. Nel 2011 fu rimpiazzato dal circuito UCI World Tour.

## Storia
Fino alla fine del 2004 l'UCI mantenne sia l'UCI Road World Rankings, che considerava i risultati di tutte le gare, sia l'UCI Road World Cup, che considerava solo le performance in dieci gare di un giorno. Entrambi furono sostituiti dalla stagione 2005 dall'UCI ProTour e dagli UCI Continental Circuits. Dispute sorte tra l'UCI e gli organizzatori delle principali corse in linea e a tappe europee - l'ASO, organizzatrice del Tour de France e altre classiche, RCS Sport, organizzatrice del Giro d'Italia, e Unipublic, della Vuelta a España - causarono l'uscita dal circuito ProTour dei tre Grandi Giri e delle classiche.
Solo dal 2009 tutte le gare tornarono a essere riunite nel Calendario mondiale UCI, composto nella sua prima edizione dagli eventi del circuito UCI ProTour 2008, cui si aggiunsero i tre Grandi Giri, le cinque Classiche Monumento e due corse a tappe di inizio stagione, Paris-Nice e Tirreno-Adriatico. Inizialmente erano previste 26 prove, scese poi a 24 dopo l'annullamento del Deutschland Tour e del Grand Prix of Sochi. Oltre alla classifica individuale, venivano calcolate anche una classifica a squadre ed una per nazioni, basate sui punti guadagnati dai cinque migliori corridori che rappresentavano rispettivamente la squadra e la nazione. Il primo ad imporsi nella classifica finale individuale fu lo spagnolo Alberto Contador, vincitore di Vuelta al País Vasco e Tour de France, con la sua squadra, l'Astana, ad aggiudicarsi la classifica riservata ai team e la Spagna quella delle nazioni.
Nel 2010 furono aggiunte due nuove corse, disputate in due città del Canada, il Grand Prix Cycliste de Québec e il Grand Prix Cycliste de Montréal. Dopo la squalifica per doping di Contador, fu il connazionale Joaquim Rodríguez ad aggiudicarsi la classifica individuale, dopo aver vinto la Volta Ciclista a Catalunya ed essere terminato settimo al Tour de France. La Saxo Bank di Bjarne Riis e del vincitore del Tour, Andy Schleck, si aggiudicò la classifica a squadre, mentre fu ancora la Spagna a primeggiare tra le nazioni.

## Eventi e punteggi
| Pos.            | Categoria 1 Tour de France | Categoria 2 Giro d'Italia Vuelta a España | Categoria 3 Classiche Monumento Altre corse | Categoria 4 Altre corse di un giorno |
| --------------- | -------------------------- | ----------------------------------------- | ------------------------------------------- | ------------------------------------ |
| 1°              | 200                        | 170                                       | 100                                         | 80                                   |
| 2°              | 150                        | 130                                       | 80                                          | 60                                   |
| 3°              | 120                        | 100                                       | 70                                          | 50                                   |
| 4°              | 110                        | 90                                        | 60                                          | 40                                   |
| 5°              | 100                        | 80                                        | 50                                          | 30                                   |
| 6°              | 90                         | 70                                        | 40                                          | 22                                   |
| 7°              | 80                         | 60                                        | 30                                          | 14                                   |
| 8°              | 70                         | 52                                        | 20                                          | 10                                   |
| 9°              | 60                         | 44                                        | 10                                          | 6                                    |
| 10°             | 50                         | 38                                        | 4                                           | 2                                    |
| 11°             | 40                         | 32                                        |                                             |                                      |
| 12°             | 30                         | 26                                        |                                             |                                      |
| 13°             | 24                         | 22                                        |                                             |                                      |
| 14°             | 20                         | 18                                        |                                             |                                      |
| 15°             | 16                         | 14                                        |                                             |                                      |
| 16°             | 12                         | 10                                        |                                             |                                      |
| 17°             | 10                         | 8                                         |                                             |                                      |
| 18°             | 8                          | 6                                         |                                             |                                      |
| 19°             | 6                          | 4                                         |                                             |                                      |
| 20°             | 2                          | 2                                         |                                             |                                      |
| Punti per tappa |                            |                                           |                                             |                                      |
| 1°              | 20                         | 16                                        | 6                                           |                                      |
| 2°              | 10                         | 8                                         | 4                                           |                                      |
| 3°              | 6                          | 4                                         | 2                                           |                                      |
| 4°              | 4                          | 2                                         | 1                                           |                                      |
| 5°              | 2                          | 1                                         | 1                                           |                                      |

## Edizioni
| Edizione      | Vincitore         | Squadra vincitrice | Classifica per nazioni |
| ------------- | ----------------- | ------------------ | ---------------------- |
| 2009 Dettagli | Alberto Contador  | Astana Team        | Spagna                 |
| 2010 Dettagli | Joaquim Rodríguez | Team Saxo Bank     | Spagna                 |